# Woosung Township
Die Woosung Township ist eine von 24 Townships im Ogle County im Norden des US-amerikanischen Bundesstaates Illinois.

## Geografie
Die Woosung Township liegt im Norden von Illinois rund 65 km südlich der Grenze zu Wisconsin. Der Mississippi, der die Grenze zu Iowa bildet, befindet sich rund 50 km westlich.
Die Woosung Township liegt auf 41°55′25″ nördlicher Breite und 89°34′27″ westlicher Länge und erstreckt sich über 45,84 km².
Die Woosung Township liegt im äußersten Südwesten des Ogle County und grenzt im Süden an das Lee sowie im Westen an das Whiteside County. Innerhalb des Ogle County grenzt die Woosung Township im Nordwesten an die Eagle Point Township, im Norden an die Buffalo Township, im Nordosten an die Pine Creek Township und im Osten an die Grand Detour Township.

## Verkehr
Durch die Township verlaufen auf gemeinsamer Strecke der U.S. Highway 52 und die Illinois State Route 26. Alle weiteren Straßen sind County Highways sowie weiter untergeordnete und zum Teil unbefestigte Fahrwege.
Der nächstgelegene Flugplatz ist der rund 25 km nordöstlich der Township gelegene Ogle County Airport, der nächstgelegene größere Flughafen ist der rund 60 km nordöstlich der Woosung Township gelegene Chicago Rockford International Airport am südlichen Stadtrand von Rockford.

## Bevölkerung
Bei der Volkszählung im Jahr 2010 hatte die Township 389 Einwohner. Neben Streubesiedlung existiert in der Woosung Township mit Woosung nur eine (gemeindefreie) Siedlung.